# Copa de la Liga MX Femenil 2017
La Copa de la Liga MX Femenil 2017 fue la primera edición del torneo de Copa de la Liga de fútbol femenil mexicano, se jugó entre el 3 al 6 de mayo del 2017. La competencia de la Copa es organizada por la Liga MX Femenil en la que participaron en la Copa de la Liga MX Femenil 2017 un total de 12 clubes.

## Sistema de competencia
El torneo está conformado por dos etapas: una Fase de Clasificación y una Final.

### Fase de calificación
Se integra por 3 Jornadas, en las que los clubes jugarán solo con rivales de su grupo. Los 12 clubes participantes se dividirán en 3 grupos de 4 equipos cada uno.
Los equipos de cada grupo jugarán a partido único y se califican de la siguiente forma:
- Por juego ganado se obtendrán tres puntos
- Por juego empatado se obtendrá un punto
- Por juego perdido cero puntos

Si al finalizar las 3 Jornadas, tres o más Clubes estuviesen empatados en puntos, su posición en la Tabla General de Clasificación será determinada atendiendo a los siguientes criterios de desempate:
1. Mejor diferencia entre los goles anotados y recibidos
2. Mayor número de goles anotados
3. Marcadores particulares entre los Clubes empatados
4. Tabla Fair Play
5. Sorteo

Para determinar los 2 equipos que se clasificarán a la Final de la Copa de la Liga MX 2017, se tomará como base la Tabla General de Clasificación al término del Torneo.

### Equipos por Entidad Federativa
Para la edición 2017, la entidad federativa de la República Mexicana con más equipos en la Primera División es la Ciudad de México con tres equipos.
| Santos Pachuca Monterrey Tigres Monarcas Guadalajara Tijuana Toluca América Cruz Azul UNAM Necaxa |

| Entidad Federativa | N.º | Equipos                   |
| ------------------ | --- | ------------------------- |
| Ciudad de México   | 3   | América, Cruz Azul y UNAM |
| Nuevo León         | 2   | Monterrey y Tigres        |
| Aguascalientes     | 1   | Necaxa                    |
| Baja California    | 1   | Tijuana                   |
| Coahuila           | 1   | Santos Laguna             |
| Estado de México   | 1   | Toluca                    |
| Hidalgo            | 1   | Pachuca                   |
| Jalisco            | 1   | Guadalajara               |
| Michoacán          | 1   | Monarcas                  |

## Sorteo
El sorteo del Torneo de Copa de la Liga MX Femenil 2017, se llevó a cabo el 26 de abril del 2017 en La Nueva Casa del Fútbol Mexicano en Toluca. Como cabezas de grupo fueron elegidos Toluca, Monterrey y América.

## Fase de grupos
- Los horarios son correspondientes al Tiempo del Centro de México (UTC-5 en horario de verano).[3]
- El calendario de partidos se dio a conocer el 27 de abril del 2017.[4]

### Grupo 1
|    | Equipos     | PJ | PG | PE | PP | GF | GC | Dif. | Pts. |
| -- | ----------- | -- | -- | -- | -- | -- | -- | ---- | ---- |
| 1. | Pachuca     | 3  | 3  | 0  | 0  | 18 | 4  | 14   | 9    |
| 2. | Toluca      | 3  | 2  | 0  | 1  | 6  | 7  | -1   | 6    |
| 3. | Guadalajara | 3  | 1  | 0  | 2  | 3  | 10 | -7   | 3    |
| 4. | Morelia     | 3  | 0  | 0  | 3  | 4  | 10 | -6   | 0    |

| Grupo 1   | Grupo 1   | Grupo 1     | Grupo 1              | Grupo 1   | Grupo 1   | Grupo 1   | Grupo 1   | Grupo 1   | Grupo 1   | Grupo 1   | Grupo 1   |
| Local     | Resultado | Visitante   | Estadio              | Fecha     | Hora      |           |           |           |           |           |           |
| Jornada 1 | Jornada 1 | Jornada 1   | Jornada 1            | Jornada 1 | Jornada 1 | Jornada 1 | Jornada 1 | Jornada 1 | Jornada 1 | Jornada 1 | Jornada 1 |
| --------- | --------- | ----------- | -------------------- | --------- | --------- | --------- | --------- | --------- | --------- | --------- | --------- |
| Toluca    | 2 - 1     | Morelia     | Estadio FMF Cancha 2 | 3 de mayo | 10:00     |           |           |           |           |           |           |
| Pachuca   | 6 - 1     | Guadalajara | Estadio FMF Cancha 2 | 3 de mayo | 12:15     |           |           |           |           |           |           |
| Jornada 2 |           |             |                      |           |           |           |           |           |           |           |           |
| Morelia   | 2 - 6     | Pachuca     | Estadio FMF Cancha 1 | 4 de mayo | 10:00     |           |           |           |           |           |           |
| Toluca    | 3 - 0     | Guadalajara | Estadio FMF Cancha 1 | 4 de mayo | 12:15     |           |           |           |           |           |           |
| Jornada 3 |           |             |                      |           |           |           |           |           |           |           |           |
| Morelia   | 1 - 2     | Guadalajara | Estadio FMF Cancha 3 | 5 de mayo | 10:00     |           |           |           |           |           |           |
| Pachuca   | 6 - 1     | Toluca      | Estadio FMF Cancha 3 | 5 de mayo | 12:15     |           |           |           |           |           |           |

### Grupo 2
|    | Equipos   | PJ | PG | PE | PP | GF | GC | Dif. | Pts. |
| -- | --------- | -- | -- | -- | -- | -- | -- | ---- | ---- |
| 1. | América   | 3  | 2  | 1  | 0  | 11 | 1  | 10   | 7    |
| 2. | Tigres    | 3  | 1  | 1  | 1  | 5  | 7  | -2   | 4    |
| 3. | UNAM      | 3  | 1  | 0  | 2  | 7  | 10 | -3   | 3    |
| 4. | Monterrey | 3  | 1  | 0  | 2  | 7  | 12 | -5   | 3    |

| Grupo 2   | Grupo 2   | Grupo 2   | Grupo 2              | Grupo 2   | Grupo 2   | Grupo 2   | Grupo 2   | Grupo 2   | Grupo 2   | Grupo 2   | Grupo 2   |
| Local     | Resultado | Visitante | Estadio              | Fecha     | Hora      |           |           |           |           |           |           |
| Jornada 1 | Jornada 1 | Jornada 1 | Jornada 1            | Jornada 1 | Jornada 1 | Jornada 1 | Jornada 1 | Jornada 1 | Jornada 1 | Jornada 1 | Jornada 1 |
| --------- | --------- | --------- | -------------------- | --------- | --------- | --------- | --------- | --------- | --------- | --------- | --------- |
| Monterrey | 0 - 6     | América   | Estadio FMF Cancha 3 | 3 de mayo | 10:00     |           |           |           |           |           |           |
| UNAM      | 4 - 1     | Tigres    | Estadio FMF Cancha 3 | 3 de mayo | 12:15     |           |           |           |           |           |           |
| Jornada 2 |           |           |                      |           |           |           |           |           |           |           |           |
| América   | 5 - 1     | UNAM      | Estadio FMF Cancha 2 | 4 de mayo | 10:00     |           |           |           |           |           |           |
| Monterrey | 3 - 4     | Tigres    | Estadio FMF Cancha 2 | 4 de mayo | 12:15     |           |           |           |           |           |           |
| Jornada 3 |           |           |                      |           |           |           |           |           |           |           |           |
| América   | 0 - 0     | Tigres    | Estadio FMF Cancha 1 | 5 de mayo | 10:00     |           |           |           |           |           |           |
| UNAM      | 2 - 4     | Monterrey | Estadio FMF Cancha 1 | 5 de mayo | 12:15     |           |           |           |           |           |           |

### Grupo 3
|    | Equipos       | PJ | PG | PE | PP | GF | GC | Dif. | Pts. |
| -- | ------------- | -- | -- | -- | -- | -- | -- | ---- | ---- |
| 1. | Tijuana       | 3  | 3  | 0  | 0  | 6  | 0  | 6    | 9    |
| 2. | Necaxa        | 3  | 2  | 0  | 1  | 3  | 2  | 1    | 6    |
| 3. | Santos Laguna | 3  | 1  | 0  | 2  | 3  | 4  | -1   | 3    |
| 4. | Cruz Azul     | 3  | 0  | 0  | 3  | 0  | 6  | -6   | 0    |

| Grupo 3       | Grupo 3   | Grupo 3       | Grupo 3              | Grupo 3   | Grupo 3   | Grupo 3   | Grupo 3   | Grupo 3   | Grupo 3   | Grupo 3   | Grupo 3   |
| Local         | Resultado | Visitante     | Estadio              | Fecha     | Hora      |           |           |           |           |           |           |
| Jornada 1     | Jornada 1 | Jornada 1     | Jornada 1            | Jornada 1 | Jornada 1 | Jornada 1 | Jornada 1 | Jornada 1 | Jornada 1 | Jornada 1 | Jornada 1 |
| ------------- | --------- | ------------- | -------------------- | --------- | --------- | --------- | --------- | --------- | --------- | --------- | --------- |
| Tijuana       | 2 - 0     | Cruz Azul     | Estadio FMF Cancha 1 | 3 de mayo | 10:00     |           |           |           |           |           |           |
| Santos Laguna | 0 - 2     | Necaxa        | Estadio FMF Cancha 1 | 3 de mayo | 12:15     |           |           |           |           |           |           |
| Jornada 2     |           |               |                      |           |           |           |           |           |           |           |           |
| Cruz Azul     | 0 - 3     | Santos Laguna | Estadio FMF Cancha 3 | 4 de mayo | 10:00     |           |           |           |           |           |           |
| Necaxa        | 0 - 2     | Tijuana       | Estadio FMF Cancha 3 | 4 de mayo | 12:15     |           |           |           |           |           |           |
| Jornada 3     |           |               |                      |           |           |           |           |           |           |           |           |
| Cruz Azul     | 0 - 1     | Necaxa        | Estadio FMF Cancha 2 | 5 de mayo | 10:00     |           |           |           |           |           |           |
| Santos Laguna | 0 - 2     | Tijuana       | Estadio FMF Cancha 2 | 5 de mayo | 12:15     |           |           |           |           |           |           |

## Tabla general
|     | Equipos       | PJ | PG | PE | PP | GF | GC | Dif. | Pts. |
| --- | ------------- | -- | -- | -- | -- | -- | -- | ---- | ---- |
| 1.  | Pachuca       | 3  | 3  | 0  | 0  | 18 | 4  | 14   | 9    |
| 2.  | Tijuana       | 3  | 3  | 0  | 0  | 6  | 0  | 6    | 9    |
| 3.  | América       | 3  | 2  | 1  | 0  | 11 | 1  | 10   | 7    |
| 4.  | Toluca        | 3  | 2  | 0  | 1  | 6  | 7  | -1   | 6    |
| 5.  | Necaxa        | 3  | 2  | 0  | 1  | 3  | 2  | 1    | 6    |
| 6.  | Tigres        | 3  | 1  | 1  | 1  | 5  | 7  | -2   | 4    |
| 7.  | Santos Laguna | 3  | 1  | 0  | 2  | 3  | 4  | -1   | 3    |
| 8.  | UNAM          | 3  | 1  | 0  | 2  | 7  | 10 | -3   | 3    |
| 9.  | Monterrey     | 3  | 1  | 0  | 2  | 7  | 12 | -5   | 3    |
| 10. | Guadalajara   | 3  | 1  | 0  | 2  | 3  | 10 | -7   | 3    |
| 11. | Morelia       | 3  | 0  | 0  | 3  | 4  | 10 | -6   | 0    |
| 12. | Cruz Azul     | 3  | 0  | 0  | 3  | 0  | 6  | -6   | 0    |

| Simbología |
| --- |
| Pos – Posición; PJ – Partidos Jugados; PG - Partidos Ganados; PE - Partidos Empatados; PP - Partidos Perdidos; GF – Goles a Favor; GC – Goles en Contra; DIF – Diferencia de Goles; PTS - Puntos. |

|  | Líder, Clasifica a Final (1º Lugar). |
|  | Clasifica a Final (2º Lugar).        |
|  | Eliminado                            |
|  | Último Lugar y Eliminado             |

### Final
| 6 de mayo de 2017 12:00 | Pachuca                                                                             | 9:1 (7:1) | Tijuana       | Estadio FMF, Toluca                                         |                                                             |
|                         | Muñoz 2' 20' 50' · Azenek 6' (pen.) 43' · García 17' · Ocampo 36' 40' · Ángeles 65' | Reporte   | Hernández 35' | Asistencia: 100 espectadores Árbitro(s): Quetzalli Alvarado | Asistencia: 100 espectadores Árbitro(s): Quetzalli Alvarado |

|           |
| Campeón   |
| Pachuca   |
| 1º título |

## Estadísticas

### Máximas goleadoras
Lista con las máximas goleadoras del torneo, * Datos según la página oficial.
| Pos. | Jugadora               | Equipo  | Goles | Penal | Minutos |
| ---- | ---------------------- | ------- | ----- | ----- | ------- |
| 1º   | Mónica Ocampo          | Pachuca | 6     | 0     | 186     |
| 2.º  | Berenice Muñoz Gerardo | Pachuca | 4     | 0     | 78      |
| 3.º  | Yamile Azenek Franco   | Pachuca | 4     | 0     | 175     |
| 4.º  | Dayana Joselyn Cázares | América | 4     | 0     | 180     |
| 5.º  | Karime Abud Lira       | UNAM    | 4     | 0     | 208     |

### Récords
- Primer gol del torneo: Anotado por Daniela Espinosa (19') en el  Monterrey 0-6 América  (J-1)

- Último gol del torneo: Anotado por Lizbeth Ángeles (65') en el  Pachuca 9-1 Tijuana  (Final)

- Gol más rápido:  Anotado por Lanny Silva (1') en el  Monterrey 3-4  Tigres (J-2)

- Gol más tardío:

- Mayor número de goles marcados en un partido: 10 goles en el  Pachuca 9-1 Tijuana  (Final)

- Mayor victoria de local:  Pachuca 9-1 Tijuana  (Final)

- Mayor victoria de visita:  Monterrey 0-6 América  (J-1)

- Partido con más penaltis a favor de un equipo: 
  Tijuana 2-0  Cruz Azul (J-1) (1 penal, anotado, para Tijuana) 
  Pachuca 6-1 Guadalajara  (J-1) (1 penal, fallado, para Pachuca) 
  Santos Laguna 0-2  Necaxa (J-1) (1 penal, fallado, para Necaxa) 
 UNAM 4-1  Tigres (J-1) (1 penal, anotado, para Tigres) 
  Monterrey 3-4  Tigres (J-2) (1 penal, anotado, para Tigres) 
  Santos Laguna 0-2  Tijuana (J-2) (1 penal, fallado, para Tijuana)